# Pteropus dasymallus
La volpe volante delle Ryukyu (Pteropus dasymallus Temminck, 1825) è un pipistrello appartenente alla famiglia degli Pteropodidi, endemico dell'Arcipelago delle Ryūkyū, Giappone, di Taiwan e di alcune isole delle Filippine.

## Descrizione

### Dimensioni
Pipistrello di medie dimensioni, con la lunghezza della testa e del corpo tra 190 e 227 mm, la lunghezza dell'avambraccio tra 124 e 152 mm, la lunghezza del piede tra 40 e 50 mm, la lunghezza delle orecchie tra 20,5 e 28 mm, un'apertura alare fino a 1,055 m e un peso fino a 490 g.

### Aspetto
La pelliccia è lunga, densa, soffice, setosa ed eretta. Nella sottospecie P.d.formosus è ancora più lunga. Il colore del corpo cambia considerevolmente tra le diverse sottospecie e può variare dal bruno-giallastro al nerastro, mentre è sempre presente un collare giallo crema, in forte contrasto con il resto del corpo. Nelle tre forme P.d.inopinatus, P.d.formosus e P.d.yayeyamae il collare è attraversato da una banda longitudinale scura all'altezza del torace. La sottospecie P.d.daitoensis ha la testa, il collare e le parti ventrali color crema. Il muso è lungo e affusolato, gli occhi sono grandi. Le orecchie sono piccole, nascoste parzialmente nella pelliccia, con una concavità sul bordo posteriore appena sotto la punta arrotondata. La tibia è densamente ricoperta di peli. È privo di coda, mentre l'uropatagio è ridotto ad una sottile membrana lungo le parti interne degli arti inferiori. Gli individui delle isole Babuyan e Batanes a nord delle Isole Filippine, sono probabilmente i più grandi della specie.
| Sottospecie    | Testa-corpo | Avambraccio  | Colore del dorso | Colore del ventre | Colore della testa | Collare       |
| -------------- | ----------- | ------------ | ---------------- | ----------------- | ------------------ | ------------- |
| P.d.daitoensis | 215–227 mm  | 130–137 mm   | bruno-giallastro | crema             | crema              | crema         |
| P.d.dasymallus | 191–210 mm  | 126–130 mm   | bruno-nerastro   | bruno-nerastro    | nerastra           | giallo crema  |
| P.d.formosus   | -           | 133–152 mm   | marrone scuro    | marrone scuro     | marrone            | bianco crema  |
| P.d.inopinatus | -           | 124-136,2 mm | marrone scuro    | marrone scuro     | marrone scuro      | crema         |
| P.d.yayeyamae  | 190–220 mm  | 124-140,5 mm | bruno-giallastro | bruno-giallastro  | bruno-giallastro   | giallo rosato |

## Biologia

### Comportamento
Si rifugia singolarmente o in piccoli gruppi tra il fogliame degli alberi. La sottospecie P.d. formosus è stata osservata mentre si rifugia su alberi della specie Casuarina equisetifolia.

### Alimentazione
Si nutre principalmente di frutti del genere Ficus e nettare di Mucuna macrocarpa.

### Riproduzione
Danno alla luce un piccolo alla volta dopo 4-6 mesi di gestazione. Gli accoppiamenti avvengono tra novembre e i primi di gennaio, le nascite tra maggio e giugno.

## Distribuzione e habitat
L'areale di questa specie è ristretto all'Arcipelago delle Ryūkyū, Giappone, ad alcune isole lungo le coste di Taiwan e nel nord delle Filippine.
Vive nelle foreste, solitariamente od in piccoli gruppi, tra le fronde degli alberi. È stato osservato anche in aree urbane dove sono presenti alberi di fichi, loro principale alimento.

## Tassonomia
In accordo alla suddivisione del genere Pteropus effettuata da Andersen, P. dasymallus è stato inserito nello  P. hypomelanus species Group, insieme a P. hypomelanus stesso, P. faunulus, P. griseus, P. admiralitatum, P. ornatus, P. howensis, P. speciosus, P. brunneus e P. subniger. Tale appartenenza si basa sulle caratteristiche di avere il cranio con il rostro allungato e la presenza di un ripiano basale nei premolari.
Sono state riconosciute 5 sottospecie:
- P.d. dasymallus: isole Ryūkyū: Kuchinoerabu; isole Tokara: Takara, Nakano, Taira e Akuseki;
- P.d. formosus (Sclater, 1873): isole filippine settentrionali di Babuyan, Dalupiri, Fuga, Calayan, Barit e Batan; Taiwan: isola di Yu Li ed isola di Lu Tao. È stato recentemente osservato anche sull'isola di Guishan, nella contea di Yilan;
- P.d. inopinatus (Kuroda, 1933): Isole Okinawa: Okinawa, Izena, Kouri, Ie, Minna, Ikei, Miyagi, Henza, Hamahiga, Tsuken, Kudaka, Kume[6], Aguni[7], Iheya; isole Amami: Yoron; isole Kerama: Tokashiki;
- P.d. daitoensis (Kuroda, 1921): isole Daitō: Kita-Daito, Minami-Daito;
- P.d. yayeyamae (Kuroda, 1933): isole Yaeyama: Ishigaki, Iriomote, Kohama, Hatoma, Taketomi, Hateruma, Kuroshima, Yonaguni, Aragusuku; Isole Miyako: Tarama, Irabu, Miyako, Ikema, Ohgami, Kurima, Shimojii[8].

## Conservazione
La IUCN Red List, considerato che la popolazione si è stabilizzata dopo una diminuzione del 30% negli ultimi 15 anni, classifica P. dasymallus come specie prossima alla minaccia di estinzione (Near Threatened).